# سوجاز
سوجاز هي شركة تأمين روسية. أصبحت الأولى في روسيا من خلال أقساط التأمين المكتتبة (142.8 مليار ين أو 2.3 مليار دولار أمريكي) وحصتها في السوق (12.1 ٪) في عام 2016.  تأسست الشركة في عام 1993  ولديها أعمال مباشرة في روسيا وصربيا .  تمتلك شركة سوجاز للتأمين أيضًا أسهم في العديد من الشركات وتملك عددًا من شركات التأمين.
يقود شركاء سوجاز شركات إعادة التأمين في جميع أنحاء العالم: ميونيخ ري و هانوفر ري وبارتنر ري وسويس ري وسكور ولويدز لندن وغيرها. تقوم شركة سوجاز - وفقًا للقوانين الوطنية - بالتنازل عن 10٪ من إجمالي المخاطر التي تم التخلي عنها بموجب عقود التأمين لشركة إعادة التأمين الوطنية الروسية (RNRC) . 

## روابط خارجية
- الموقع الرسمي لـ Sogaz (بالروسية)
- بلومبرج - نظرة عامة على الشركة من شركة التأمين لصناعة الغاز SOGAZ
- AM Best تنقح النظرة المستقبلية إلى شركة التأمين من قطاع صناعة الغاز في سوغاز
- SOGAZ تستحوذ على أكبر سعة لإعادة التأمين في السوق